# Deizem
Deizem (iz latinščine deus - bog) je versko-racionalistični nazor, ki sprejema vero v boga le kot v neosebno stvariteljsko počelo. Deizem na prvo mesto postavlja boga razuma pred boga vere, zato zavrača razodetje in personalistično čaščenje, ki izhaja iz razodetja in ga ni mogoče pojasniti racionalno. Razširjen je bil predvsem v obdobju razsvetljenstva. 
Tako deizem zavrača vero v razodetje, osnovni element krščanstva. Prav tako zavrača povezanost med cerkvijo in veroizpovedjo. Vera, ki jo zagovarja deizem je pod močnim vplivom verskega racionalizma in se močno razširi v času razsvetljenstva, še posebej v Angliji. Poleg Anglije so močna središča deizma še ZDA in Francija in Nemčija.
Utemeljitelj deizma je angleški državnik in filozof lord Edward Herbert of Cherbury, ki je v svojih delih postavil temelje tej religiji, po kateri je biblijska vera v celoti podrejena razumnosti posameznika, ki naj bi bil po njegovem tudi najvišja pravna instanca v vseh svojih odločitvah. Razum naj bi bil po njegovem človekov najvišji nagon, ki je enak pri vseh posameznikih.
Za temeljno delo deizma pa velja knjiga Krščanstvo brez skrivnosti angleškega filozofa Johna Tolanda, ki je izšla anonimno leta 1696. V njej Toland zavrača vse nerazumno v religiji. Po njegovem mnenju nič v evangeliju ne nasprotuje razumu in ga ne presega.

## Predstavniki

### Anglija
Pomembni predstavniki angleškega deizma so:
- Matthew Tindal,
- Anthony Ashley Cooper Shaftesbury,
- John Locke

### Francija
- Voltaire

### Nemčija
- Gotthold Ephraim Lessing,
- Hermann Samuel Reimarus,
- Moses Meldenssohn